# Відьманов Володимир Іванович
Володимир Іванович Відьманов — молодший сержант Збройних сил України, учасник російсько-української війни, що відзначився під час російського вторгнення в Україну в 2022 році.

## Нагороди
- орден «За мужність» III ступеня (2022) — за особисту мужність і самовіддані дії, виявлені у захисті державного суверенітету та територіальної цілісності України, вірність військовій присязі.
- медаль «За військову службу Україні» (2022) — за мужність і відвагу, самовіддані дії, виявлені у захисті державних інтересів України.